# Internetbetrug

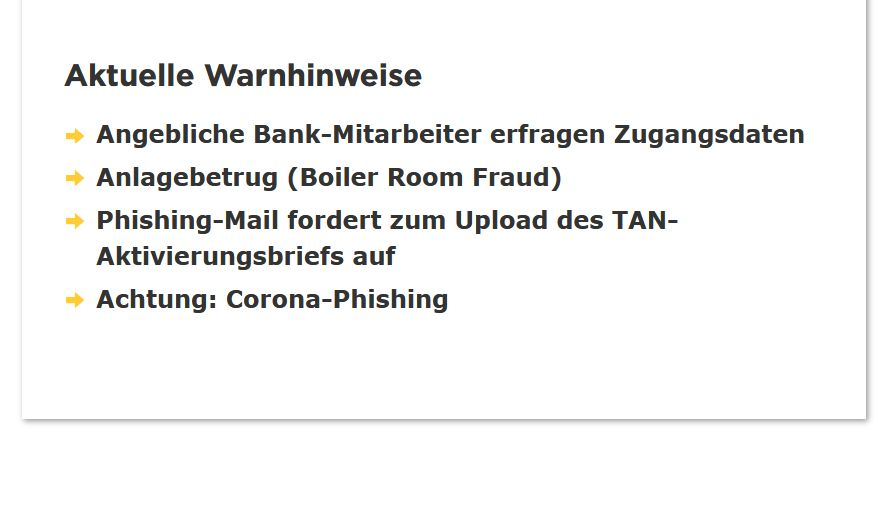
Warnhinweise zu einigen Spielarten des Betruges hinsichtlich des unbaren Zahlungsverkehrs, vor allem über das Internet

Der Begriff Internetbetrug beschreibt Betrugsdelikte im Rahmen der Internetkriminalität. Umgangssprachlich werden mit diesem Begriff auch Sachverhalte beschrieben, die nicht der juristischen Definition von Betrug entsprechen, sondern Bauernfängerei sind. Während manche Formen des Internetbetrugs ausschließlich im Internet vorkommen, stellen andere Varianten Verhalten außerhalb des Netzes dar.
Der Internetbetrug lebt unter anderem vom massiven Informationsgefälle zwischen Opfer und Täter. Da viele Mechanismen im Internet sicher erscheinen, es aber nicht sind, fühlen sich die Opfer zu Unrecht sicher.

## Betrugsmethoden

### Phishing
Eine bekannte Art des Internetbetruges ist das Phishing. Bei dieser Betrugsmethode wird eine gefälschte E-Mail an die potentiellen Betrugsopfer geschickt mit dem Inhalt, die Hausbank dieser Person hätte ein Computerproblem, verbunden mit der Bitte, die vertraulichen Daten (PIN, TAN etc.) an die Bank zu übermitteln. Dabei werden die E-Mail und die Internetpräsenz der Bank völlig authentisch nachgebildet. Werden die Daten an die gefälschte Website übertragen, haben die Betrüger nun die Möglichkeit, die Daten des Opfers missbräuchlich zu nutzen.

### Scam
Unter einem Scam im Bezug auf Internetbetrug versteht man typischerweise den Telefonanruf eines „Scammers“, der darauf abzielt, sich Zugang zum PC des Opfers zu verschaffen.

### Identitätsdiebstahl
Als Identitätsdiebstahl (auch Identitätsbetrug, Identitätsklau; engl. Identity Theft), wird die missbräuchliche Nutzung personenbezogener Daten (der Identität) einer natürlichen Person durch Dritte bezeichnet.
Das Ziel eines Identitätsdiebstahls ist es in der Regel, einen betrügerischen Vermögensvorteil zu erreichen, Daten der betroffenen Person an interessierte Kreise zu verkaufen (illegale Auskunfteien) oder den rechtmäßigen Inhaber der Identitätsdaten in Misskredit zu bringen (Rufschädigung).

### Eingehungsbetrug
Der Eingehungsbetrug ist eine besondere Erscheinungsform des Betrugs. Der Betrüger täuscht hierbei über seine Absicht, die ihm aus einem Vertrag erwachsenden Verpflichtungen zum Zeitpunkt der Fälligkeit auch tatsächlich zu erfüllen. Auf das Internet bezogen bedeutet dies vor allem das Angebot von Waren, die man gar nicht hat, in Online-Shops oder bei Onlineversteigerungen.
Der Eingehungsbetrug im Internet setzt eine Zahlung im Voraus (z. B. über Kreditkarte) voraus. Eine Variante tritt bei Bestellungen aus Nicht-EU-Ländern auf. Man bekommt die Aufforderung, mit Direktüberweisung, zum Beispiel über Western Union, den Betrag zu überweisen. Dieses Zahlverfahren ist aus Käufersicht so unsicher wie eine Barzahlung im Voraus.

### Informationsdiebstahl
Weiterhin gibt es den Informationsdiebstahl bei webbasierten Onlineberatungen und Kontaktportalen (beispielsweise Gesundheitsdaten, Problemstellungen, Lebensgewohnheiten, sexuelle Präferenzen). Informationsdiebstahl verläuft häufig unbemerkt von der betroffenen Person, da zunächst keinerlei Spuren vorhanden sind (im Gegensatz zum Onlinebanking – dort wird der Betrug spätestens durch die Abbuchung von Geldbeträgen sichtbar). Die durch den Betrug gewonnenen Informationen werden unter anderem von illegal arbeitenden Auskunfteien vermarktet.

### Abofalle (Internetabo)
Der Unternehmer bietet dem Verbraucher an, nach einer einmaligen Registrierung eine Dienstleistung zu beziehen. Einige Zeit später (meist nach zwei Wochen) behauptet der Dienstleister, ein Dauerschuldverhältnis mit einer Vertragslaufzeit von mindestens zwei Jahren sei zustande gekommen, und die gesetzliche Widerrufsfrist sei abgelaufen. Der Dienstleister verlangt – häufig über einschlägig bekannte Rechtsanwälte oder Inkassobüros – Zahlungen für die Möglichkeit, die Dienstleistung zwei Jahre lang zu beziehen.
Es gibt noch zahlreiche weitere Betrugsmöglichkeiten, die vornehmlich auf Gutgläubigkeit basieren. Ein Problem beim Internetbetrug besteht in der Schwierigkeit, ihn nachzuweisen (wenn er überhaupt bemerkt wird).

## Klauseln in Allgemeinen Geschäftsbedingungen
Klauseln in Allgemeinen Geschäftsbedingungen, in denen sich die Kostenpflichtigkeit eines Internetangebots versteckt, sind für Verbraucher gemäß § 305c Abs. 1 BGB überraschend und unwirksam, wenn sie aufgrund des Erscheinungsbilds der Internetseite nicht mit einer kostenpflichtigen Leistung rechnen mussten.